# (17893) Arlot
(17893) Arlot (1999 FO) – planetoida z pasa głównego asteroid okrążająca Słońce w ciągu 3,42 lat w średniej odległości 2,27 j.a. Odkryta 17 marca 1999 roku.